# Zhemchuzhnikovita
La zhemchuzhnikovita és un mineral de la classe dels minerals orgànics. Va ser descoberta l'any 1960 a la conca del Riu Lena, a la república de Sakhà (Rússia), sent nomenada així en honor de Yuri Zhemchuzhnikov, mineralogista rus.

## Característiques químiques
És una sal d'oxalat hidratat de sodi, magnesi i alumini. A més dels elements de la seva fórmula, sol portar com a impuresa ferro.

## Formació i jaciments
S'ha trobat en mines de lignit i carbó. Es troba també en vetes profundes d'una zona de permafrost de carbó saturat d'àcid acètic.
Sol trobar-se associat a altres minerals com: calcita, dolomita o stepanovita.